# Speiredonia strigiformis
Speiredonia strigiformis là một loài bướm đêm thuộc họ Erebidae. Loài này có ở Fiji.